# Fadilla (Tochter Mark Aurels)
Fadilla (geboren 159) war eine Tochter des römischen Kaisers Mark Aurel und der jüngeren Faustina.
Die wenigen Quellen, die sie nennen, kennen keinen Gentilnamen oder andere Namenszusätze. Sie wird immer nur Fadilla genannt. Gleichwohl wird ihr versuchsweise mal der Gentilname Aurelia, mal Arria gegeben. Fadilla wurde laut einer Nachricht bei Herodian nach Lucilla, aber vor Cornificia geboren. Aufgrund der bestimmbaren Reihenfolge und der dichten Abfolge der Geschwistergeburten kann sie nur im Jahr 159 geboren worden sein.
Fadilla wurde sehr wahrscheinlich mit Marcus Peducaeus Plautius Quintillus verheiratet, einem Neffen des Lucius Verus, der in einer Inschrift aus Ephesos Schwiegersohn Mark Aurels genannt wird. Das Jahr der Hochzeit ist unbestimmt, doch muss Fadilla in heiratsfähigem Alter gewesen sein, was frühestens im Jahr 172 der Fall gewesen sein kann. Zudem sollte die Hochzeit vor dem Konsulat des Plautius Quintillus, den dieser zusammen mit Commodus im Jahr 177 innehatte, stattgefunden haben. Möglicherweise hatte das Paar mit einem Qintillus genannten Sohn und einer Plautia Servilla zwei Kinder.
Im Jahr 205 ließ Septimius Severus laut Cassius Dio Plautius Quintillus hinrichten. Ob Fadilla zu der Zeit noch lebte, ist unbekannt.